# Manuel Maria da Costa Veiga
Manuel Maria da Costa Veiga foi, depois de Aurélio Paz dos Reis, «o segundo caçador de imagens» animadas português. Homem atento às inovações da época, interessava-se pela mecânica e pela electricidade.
Costa Veiga apaixonou-se pelo animatógrafo, ou teatrógrafo (Theatrograph). Fundou uma empresa produtora de filmes, a Portugal Film, e realizou vários documentários e curtas metragens de actualidades.

## Biografia
Costa Veiga conheceu no mês de Junho de 1896, em Lisboa, Edwin Rousby, um húngaro - talvez americano - conhecido como «o electricista de Budapeste». Rousby era agente do inglês Robert William Paull, produtor e técnico de cinema, que desenvolveu e comercializou um protótipo conhecido como Paul-Acres Camera, uma máquina de filmar cujas imagens eram vistas em kinetoscópios Edison, em peep-show: uma caixa fechada dentro da qual se via o filme através de um óculo. Robert W. Paul desenvolveu entretanto um sistema de projecção de filmes, um aparelho chamado Theatrograph, cuja apresentação pública foi feita no  Finsbury Technical College, a 20 de Fevreiro de 1896, no mesmo dia em que Felicien Trewey pela primeira vez em Inglaterra fez uma demonstração do cinematógrafo Lumière, na  Polytechnic Institution. A máquina projectava as imagens em tamanho natural por trás de uma tela durante cerca de um minuto, sem interrupção. O cinematógrafo Lumière, máquina de filmar e também projector, não era coisa que estivesse à venda, visto a família Lumière recusar comercializá-lo, considerando o seu invento um instrumento científico. 
Rousby, promovendo as actividades de Robert W.  Paul, tanto nos métodos de revelação da película como na venda de equipamento de projecção, deslocou-se primeiro a Espanha e depois a Portugal. O seu primeiro contacto em Portugal, feito através de um amigo comum, foi Costa Veiga, que lhe deu apoio técnico na primeira apresentação pública em Lisboa de alguns filmes que trazia consigo, isto seis meses apenas depois da primeira exibição do cinematógrafo feita em Paris no Grand Café, Boulevard des Capucines, pelos irmãos Lumière, a 28 de Dezembro de 1895. O espectáculo, que estreou em Junho no Real Colyseu, na Rua da Palma, anunciado com muita publicidade, terminou no dia 15 de Julho. Nessa altura, Costa Veiga interessava-se mais pela novidade como exibidor. Vários dos projectores foram entretanto adquiridos por salas de cinema de Lisboa, que disputavam entre si o público cinéfilo. 
O empresário português António Manuel dos Santos Júnior assistiu à projecção feita por Rousby em Madrid. Foi ele quem pôs Rousby em contacto com Costa Veiga, visto estar prevista a apresentação do Animatographo em Portugal. Rousby chegou a Lisboa a 15 de Junho. A apresentação do  Theatrographo de Robert William Paul foi feita no Real Colyseu de Lisboa, ao início da tarde do dia 18 para a imprensa e à noite em exibição pública. Lisboa foi a oitava grande cidade europeia em que se fez a demonstração do engenho (ver cronologia nas Ligações externas, neste artigo).
«Em 22 de Junho, Rousby concluía os cinco espectáculos para que fora contratado, logrando Santos Júnior retê-lo no Coliseu, embora já estivesse comprometido com sessões em Barcelona. Em 17 de Julho, o Animatographo exibia-se no Theatro-Circo do Príncipe Real no Porto, em sessões a que assistiu Aurélio da Paz dos Reis». Seguiram-se Espinho e Figueira da Foz. Em 27 de Agosto, reaparecia no Real Colyseu de Lisboa, com novas máquinas e aperfeiçoamentos feitos por Robert W. Paul, com filmes já exibidos no Alhambra Theatre de Londres. Ao aparelho melhorado Rousby chamava Animatographo Colossal. 
«Em 9 de Setembro, chegou a Lisboa Henry W. Short - culminando uma digressão ibérica de cinco semanas, para a série que Paul veio a exibir no Alhambra como Tour in Spain and Portugal. Tiradas "fotografias instantâneas de cenas e pontos principais" da capital, incluindo uma corrida de touros no Campo Pequeno, Short e Rousby estiveram dia 13 em Cascais e periferia. A 18 de Setembro, Short partia para Londres, para revelação e duplicação do material impressionado. No dia 29, inaugurava-se no Coliseu a «Série de Quadros Portugueses», com A Boca do Inferno em Cascais. A 1 de Outubro, seguiu-se A Praia de Algés na Ocasião dos Banhos, em que se vêem a ginasta Amparo Aguilera e o actor Jaime Silva, artistas do Real Coliseu. Outro exemplo é O Mercado do Peixe na Ribeira Nova, apresentado a 6 de Outubro» (Cit.: José de Matos-Cruz – Imaginário).
Assim foram mostradas as primeiras imagens animadas filmadas em Portugal. 
Depois da sua estadia em Lisboa e cerca de um mês depois da sua chegada a Portugal, Rousby partiu a 15 de Julho para o Porto, cidade onde exibiria os filmes com o mesmo objectivo comercial. As projecções foram feitas no Teatro do Príncipe Real, mais tarde baptizado Teatro Sá da Bandeira. Aí conheceu o industrial Aurélio Paz dos Reis que, entusiasmado pelo animatógrafo, se deslocou a Paris onde conseguiu adquirir uma máquina de filmar e que, pouco tempo depois, fez o primeiro filme considerado português: A Saída do Pessoal da Fábrica Confiança.
Costa Veiga implantava-se no mundo do espectáculo. Tinha conseguido financiamentos para construir o Teatro Avenida, em Lisboa. Abrira entretanto uma sala de cinema na Avenida da Liberdade, o Salão Avenida, mas cedo a abandonou, por divergências com um sócio. Nas imediações, inaugurou então o Éden Concerto, a 19 de Julho de 1889, perto do local onde surgiria o Hotel Avenida Palace, e em Cascais abriu a Esplanada D. Luís Filipe, onde fazia projecções ao ar livre.
Acaba por adquirir num leilão uma máquina de filmar. Segue os primeiros passos de Paz dos Reis e filma, nesse lugar de veraneio chique, o rei D. Carlos a banhos e uma reportagem sobre o Sporting Clube. Ao filme dá o nome de Aspectos da Praia de Cascais. Lança-se assim na realização de reportagens e documentários.  Funda   a Portugal Filmes, sediada em Algés. Será extensa a sua produção. 

## Filmografia
Realização
- Aspectos da Praia de Cascais (1900)
- Um Passeio de D. Carlos (1900)
- Parada de Bombeiros II (1901)
- Exercício de Artilharia no Hipódromo de Belém (1901)
- Uma Parada dos Alunos da Casa Pia de Lisboa (1901)
- Uma Tourada à Antiga Portuguesa (1901)
- Chegada dos Soberanos e Recepção no Arsenal da Marinha (1901)
- Os Exercícios de Artilharia no Hipódromo de Belém (1901)
- Chegada a Lisboa de Sua Majestade El-Rei Eduardo VII de Inglaterra (1903)
- Visita do Rei Afonso XIII de Espanha (1903)
- Visita Oficial a Portugal dos Duques Connaught (1903)
- Visita do Imperador Guilherme II da Alemanha (1905)
- Visita do Presidente Émile Loubet de França (1905)
- Visita Oficial do Rei do Saxe (1907)
- Entrevista de D. Carlos com Guilherme II em Gibraltar (1908)
- Os Funerais D'El Rei D. Carlos e do Príncipe Real (1908)
- Inauguração do Monumento ao Duque de Saldanha (1909)
- Tourada à Antiga Portuguesa no Campo Pequeno (1909)
- Uma Viagem de Cascais à Parede (1909)
- Revolução de 5 de Outubro (1910)
- Festas da República (1911)
- Manifestações a Sidónio (1918)

Cinematografia
- Mal de Espanha (1918)
- Malmequer (1918)
- O Homem dos Olhos Tortos (1918)